# Bilayer
Un bilayer (doppio strato in lingua italiana) è un doppio strato di atomi o molecole strettamente imballati.
Le proprietà dei doppi strati sono spesso studiate nella fisica della materia condensata, in particolare nel contesto dei dispositivi a semiconduttore, dove due materiali distinti sono uniti per formare giunzioni, come giunzioni p–n, giunzioni Schottky, ecc. I materiali stratificati, come il grafene, il nitruro di boro o i dicalcogenuri di metalli di transizione, hanno proprietà elettroniche uniche come sistema a doppio strato e sono un'area attiva della ricerca attuale.
In biologia un esempio comune è il doppio strato lipidico, che descrive la struttura di più strutture organiche, come la membrana di una cellula.
- Monostrato
- Nanotubi non di carbonio
- Semiconduttore
- Pellicola sottile